# Maria Gundrum

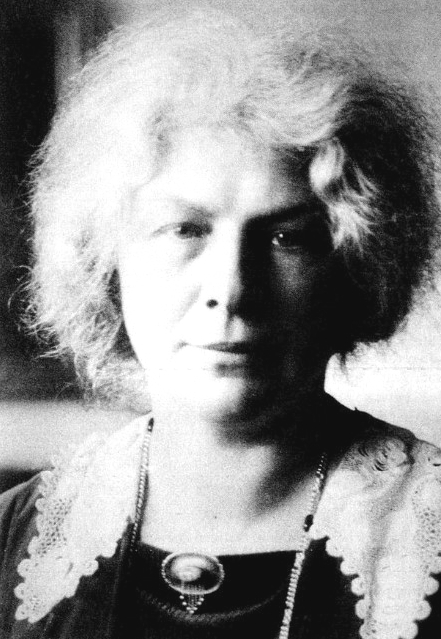
Maria Gundrum

Maria Gundrum (* 18. Juli 1868 in München; † 27. März 1941 in Schwabing) war eine Schweizer Lehrerin, Malerin, Kunsthistorikerin und Kunstvermittlerin.

## Leben und Werk
Maria Gundrums Grossvater Johann Michael Gundrum stammte aus Speyer und hatte sich 1842 in Basel einbürgern lassen. Ihr Vater war der in Basel geborene Steinmetz Johann Friedrich Wilhelm Gundrum und ihre Mutter Maria Schluttenhofer aus München. Ihr Vater siedelte nach der Heirat nach München über, wo er drei Jahre später verstarb.
Durch Vermittlung ihrer Basler Verwandten kam Gundrum als Elfjährige zu ihren in Basel lebenden Grosseltern und lebte fortan im Waisenhaus, wo sie auch ihre restliche Schulzeit absolvierte.
1884 wurde sie in das Lehrerinnenseminar an der Neuen Mädchenschule in Bern aufgenommen, deren Direktor der Thurgauer Melchior Schuppli war. Nach dreijähriger Ausbildung schloss Gundrum die Schule mit einem Diplom als Primarlehrerin ab und bestand die Prüfung an der Töchterschule in Basel, die zur Teilnahme am Unterricht der 5.–8. Schuljahre berechtigte. Maria Gundrum wuchs in einer Zeit auf, da die Mädchen von der klassisch-humanistischen Bildung ausgeschlossen waren. Als junge Lehrerin war sie am stur rationalen Argumentieren der Schulbehörde angestossen, die ihr als Frau die gleichen Fähigkeiten wie die ihrer männlichen Kollegen aberkannten.
Nach einem Sprachaufenthalt in Frankreich und England kehrte Gundrum nach Basel zurück und belegte an der Allgemeinen Gewerbeschule Basel für zwei Semester die Fächer Zeichnen und Malen. An der Mädchensekundarschule übernahm sie 1892 die Stunden eines zurückgetretenen Lehrers und wurde nach einem Jahr fest als Lehrerin angestellt.
Nachdem im Dezember 1893 in Bern der Schweizerische Lehrerinnenverein gegründet worden war, setzte sich Gundrum 1895 dafür ein, dass auch in Basel eine Sektion entstand. Sie wurde zur Vereinspräsidentin gewählt. 1896 reiste sie zu einem Kongress «für die Interessen der Frau» nach Genf. Die Teilnehmerinnen forderten u. a. die Zulassung von Frauen zum Lehramt auf allen, das heisst auch auf den oberen Schulstufen, Lohngleichheit sowie die Einbeziehung von Frauen in die vorgesetzten Schulbehörden. An der Jahresversammlung des Vereins in Basel unterbreitete Gundrum dem inzwischen auf 76 Mitglieder angewachsenen Verein die beschlossenen Forderungen. 1897 trat Gundrum wegen fehlender behördlicher Unterstützung als Vereinspräsidentin zurück. Ihre Nachfolgerin wurde Rosa Preiswerk. Ihre Tätigkeit im Vorstand des Lehrerinnenvereins behielt Gundrum jedoch bei. Sie war Gründungs- und Redaktionsmitglied der Schweizerischen Lehrerinnen-Zeitung. Den Versuch, sozial- und schulpolitische Themen im Lehrerinnenverein zur Diskussion zu stellen, gab Gundrum nicht auf.
Im Frühling 1897 unternahm Gundrum mit ihrer Freundin Hanna Schwarz eine kunstgeschichtliche Kulturreise nach Italien, um anschliessend im Lehrerinnenverein darüber einen Vortrag zu halten. Im gleichen Jahr begann sie bei Heinrich Wölfflin an der Universität Basel das Studium der Kunstgeschichte. Am Ende des 5. Semesters ihres Studiums, das sie neben ihrer Schularbeit bewältigte, gehörte Gundrum zu den bevorzugten Studierenden Wölfflins, die er zu sich nach Hause einlud. Auch einige andere Frauen studierten bei Wölfflin, wie die Musikerin und Malerin Marie Lotz, Adèle Stöcklin (1876–1960), die später in Volkskunde doktorierte und am Kupferstichkabinett tätig war, Emmy Elisabeth Koettgen (1868–1948), die in Zürich die Maturität erworben hatte und dann in Waldenburg Lehrerin wurde.
1900 lebte Gundrum für ein Jahr in München und lernte u. a. Karl Schwarzschild kennen, mit dem sie bis 1903 in brieflichem Kontakt stand. Nach Basel zurückgekehrt, bezog sie an der Augustinergasse im Haus «Zum Rappenfels» eine Wohnung und unterrichtete wieder an der Mädchensekundarschule. Nebenbei gab sie an einer Privatschule Zeichenunterricht und besuchte zur Kunsterziehung mit den Schülern die Museen von Basel.
Da Gundrum nicht auf einer höheren Schulstufe unterrichten konnte, reichte sie auf das Frühjahr 1902 ihr Entlassungsgesuch als Sekundarlehrerin ein, um zukünftig als freiberufliche Kunsthistorikerin, Autorin und Kunstführerin ihren Lebensunterhalt zu bestreiten. Vorerst blieb Gundrum in Basel und unterrichtete weiter an der Privatschule. Zusätzlich hielt sie von 1901 bis 1903 für Kunstinteressierte Kurse in der öffentlichen Gemäldesammlung im Museum an der Augustinergasse ab. Im Mai 1903 reiste sie zur Weiterbildung mit einem Empfehlungsschreiben von Paul Ganz nach Rom und arbeitete in einem Atelierhaus der Villa Strohl-Fern in der Nähe von Ponte Molle. In Rom traf sie im November Heinrich Wölfflin, der für das Wintersemester von seiner Berliner Professur beurlaubt worden war. Zu Wölfflin pflegte sie zeitlebens einen freundschaftlichen Kontakt. Dieser setzte sich, wie auch für andere seiner Schüler, für ihr berufliches Fortkommen ein.
Nach Basel zurückgekehrt, konnte Gundrum ihr Studium nicht wie gewünscht abschliessen, da sie am strengen Akademismus ihrer ihr zum Teil persönlich zwar wohlwollenden Lehrer, die ihr aber den Abschluss und die Erwerbung des Titels verweigerten, scheiterte. Gundrums autodidaktisches Studium und ihr ständiger Umgang mit Gelehrten verschiedener Fachgebiete ermöglichten ihr jedoch ein breites Wissen.
1906 reiste Gundrum in die Bretagne und malte dort Landschaftsbilder. Wie Heinrich Altherr und Hermann Meyer gehörte sie zum Kreis der Basler Künstler. Gundrum entschloss sich, direkt von der Bretagne nach Zehlendorf in die Nähe des Porträtmalers Fritz Burger überzusiedeln, und nahm wieder den Kontakt zu Wölfflin auf. 1907 konnte sie erstmals in der Kunsthalle Basel acht ihrer Werke in der «Sonderausstellung jüngerer Basler Künstler» ausstellen. Weitere Ausstellungen in der Kunsthalle folgten 1909, 1919, 1920 und 1921.
Gundrum gehörte seit 1907 zu dem Freundeskreis um Ludwig Klages und Alfred Schuler. Die wissenschaftlichen Methoden von Klages und Schuler, dass der Inhalt ihres Forschens ein Suchen nach verschütteten Ursprüngen war, entsprach Gundrums eigenem Denken und stärkte sie in ihrem Selbstbewusstsein als Frau. Sie wurde von Klages und Schuler als eigenständig denkende Partnerin und Helferin akzeptiert und stand im Schnittpunkt der Gedanken und der menschlichen Beziehung zwischen Schuler und Klages. Nachdem Klages im August 1915 in die Schweiz übersiedelt war, bildete Gundrum für viele Jahre die Brücke zwischen ihm und Schuler. Durch sie lernte Christoph Bernoulli Klages und Schuler kennen. Von 1908 bis 1910 lebte Gundrum wieder in München und lernte in diesen Jahren Hans Cornelius kennen. Gundrum war bei Schuler, als dieser verstarb und blieb über seinen Tod hinaus mit ihm verbunden.
1914 verstarb Gundrums Mutter in München, worauf sie wieder nach München zog. Dort wohnte sie bis zu ihrem Lebensende an der Giselastrasse 3. Paul Renner berief Gundrum als Lehrerin an die Debschitz-Schule und half ihr dadurch, in München eine Existenz aufzubauen. An der Schule unterrichtete Gundrum «Freie Kunst».
Mit dem Reden über Kunst, das ihr schon in jungen Jahren leichter erschien als das eigene künstlerische Schaffen, konnte sie ihr Wissen als freischaffende Kunsthistorikerin und Kunstführerin an kunstinteressierte Reisegruppen in Deutschland und Italien weitergeben. Mit dem Festhalten an ihrer alten Vorliebe für klassische Kunst teilte Gundrum den Geschmack vieler ihrer Zeitgenossen.
1920 konnte Gundrum ein Haus in Hödingen erwerben. Dort hatte sie Kontakt zu verschiedenen Künstlern, u. a. zu Karl Caspar und seiner Frau Maria Caspar-Filser, die ihre Sommerferien in Hödingen verbrachten, Paul Renner, Hans Cornelius mit seiner Familie, dem Arzt Karl Krayl, der ein Bekannter von Cornelius war, Fritz Spannagel und dem schwedischen Poeten Bertil Malmberg.
Eva Bernoulli lernte Gundrum in München um 1922/23 kennen. Während Wölfflins Gastsemester im Winter 1926/27 trafen sich in Gundrums Wohnung in München die Schüler mit Wölfflin. Den Kern der Teilnehmer des «Gundrum-Zirkels» bildeten die Studenten der Kunstgeschichte aus der Schweiz.
Gundrums Welt- und Geschichtsverständnis liess sie zu einer Anhängerin des nationalsozialistischen Gedankenguts werden. Den Antisemitismus von Alfred Schuler übernahm Gundrum wie viele andere deutsche Intellektuelle, die glaubten, es gebe eine Weltverschwörung der Juden auf Grund ihres von übrigem Menschengeist abgesonderten «jüdischen Geistes». Wegen ihres Antisemitismus beendete 1935 der Schweizerische Lehrerinnenverband die Zusammenarbeit mit ihr. Für diesen hatte Gundrum Vorträge gehalten, kunstgeschichtliche Studienfahrten organisiert und Artikel darüber für die Lehrerinnen-Zeitung verfasst.
Durch die Vermittlung von Irene Reichert, die Kurse in Ausdruckstanz gab, konnte Gundrum Ende 1937 Kunstkurse an der Schule von Elizabeth Duncan geben. Gundrum pflegte auch Kontakt zu Elsa Bruckmann, die Gundrum mit benötigten Kunstbüchern und Zeitschriften für ihre Kulturreisen und Vorträge versah.
Im Sommer 1940 hielt sich Gundrum zum letzten Mal in der Schweiz auf und traf in Zürich Wölfflin. Im Februar 1941 erkrankte sie, erlitt später im Spital einen Schlaganfall und verstarb 72-jährig. Am Abend der Beisetzung hielt auf Wunsch der Verstorbenen Ulrich Christoffel einen kunsthistorischen Vortrag. Christoffel hatte 1917 in München bei Heinrich Wölfflin promoviert und war mit Gundrum freundschaftlich verbunden. Ihr Nachlass bestand aus vier Bildern, die sie Freunden und Freundinnen aus München, sowie Büchern und Fotografien, die sie Ulrich Christoffel vermachte.